# 史密斯威森M627 2.625英吋型左輪手槍
史密斯威森M627 2.625英吋型（英語：Smith & Wesson Model 627 2.625"）是一款由美国槍械公司史密斯威森旗下的性能中心以史密斯威森M627（史密斯威森M27的8發弹巢和不鏽鋼底把版本）為藍本研製及生產的8發式“N型底把”雙動操作式個人防護及狩獵用途左輪手槍，發射.357 S&W馬格南或火力相對較弱的.38 S&W特種彈這二種子彈。

## 概述
史密斯威森M627 2.625英吋型左輪手槍具有一根無槍口制退器或馬格那孔的66.675毫米（2.625英吋）槍管。8發彈巢為無溝槽式設計以增加強度。這把左輪手槍使用的是不鏽鋼底把，並且使用啞光表面處理和木製握把。

## 資料來源
- （英文）—Manfacturer: Smith & Wesson （页面存档备份，存于）—Model 627

## 外部連結
- （英文）—Smith & Wesson 627 Revolver 170133, 357 Magnum/ 38 S&W Special +P, 2 5/8 in, Wood Grip, Matte Stain （页面存档备份，存于）
- （英文）—S&W Model 627PC .357 Magnum 2.625" (Stainless)[永久]
- （英文）—Cheaper than dirt.com—61692 - S&W Model 627 Performance Center Revolver .38 Special +P 2-5/8" Barrel 8 Rounds Wood Grips Glassbead Finish Stainless Steel Frame[永久]
- （英文）—GunGunsGuns.net—Smith & Wesson Model 627 （页面存档备份，存于）
- （英文）—Personal Defense World.com—Hot 8-Shot Snubbie: Smith & Wesson Performance Center Model 627 （页面存档备份，存于）